# Бенедикт-в-Словенських Горицах
Бенедикт-в-Словенських Горицах (словен. Benedikt v Slovenskih goricah) — поселення в общині Бенедикт, Подравський регіон‎, Словенія.